# Thubten Jigme Norbu
Pour les articles homonymes, voir Norbu.
Taktser Rinpoché
Lobsang Tsultrim Jigme Gyatso Choktrul Tenzin Yonten Gyatso Rinpoché
Thubten Jigme Norbu aussi écrit Thupten Jigme Norbu et Thoubten Jigme Norbou (tibétain ཐུབ་བསྟན་འཇིགས་མེད་ནོར་བུ་, Wylie : Thub-stan 'Jigs-med Nor-bu), né le 6 octobre 1922 à Taktser (Amdo/Qinghai), et décédé le 5 septembre 2008 à Bloomington ,, est le 6e lama tibétain de la lignée des Taktser Rinpoché du monastère de Kumbum.
Fils de Gyalyum Chenmo et Choekyong Tsering, il est le premier des trois frères aînés de Tenzin Gyatso, le 14e dalaï-lama.
À la suite de l'Intervention militaire chinoise au Tibet, il est l'un des premiers Tibétains de haut profil à partir en exil en 1951 et est le premier Tibétain à s'établir aux États-Unis. Comme son frère Gyalo Thondup, Thupten Jigme Norbu collabore avec la CIA dans la mise en place d'une guérilla tibétaine à l'insu du dalaï-lama.
Il est également représentant de gouvernement tibétain en exil au Japon puis en Amérique du Nord, professeur d'études tibétaines à l'université de l'Indiana et écrivain, publiant plusieurs livres, dont son autobiographie, Tibet, Patrie Perdue, racontée par Heinrich Harrer. Au cours des années, il donna de nombreuses conférences sur la situation tibétaine lors de séminaires à travers le monde.

## Biographie

### Débuts

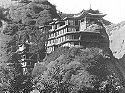
Le monastère de Shadzong Ritro, fondé par le 4e Karmapa au XIVe siècle, où Norbu commence ses études

Thupten Jigme Norbu est né le 16e jour du 8e mois de l'année tibétaine du chien d'eau (1922), à Taktser, petit village de montagne de l'Amdo au nord-est du Tibet, situé dans ce qui allait devenir en 1928 la province du Qinghai, une région alors sous contrôle des seigneurs de guerre de la clique des Ma en République de Chine.
Ses parents le nommèrent Tashi Tsering (tibétain : བཀྲ་ཤིས་ཚེ་རིང་, Wylie : bKra-shis Tse-ring), mais il était habituellement appelé Cho-la (fils aîné en tibétain),. Comme son frère, le 14e dalaï-lama, il appartient, selon la plupart des sources,, à l’ethnie tibétaine ou, selon Nathan Hill, à l'ethnie monguor.
Sa langue maternelle est le dialecte de Xining, un dialecte chinois. Il devait par la suite apprendre le tibétain, le mongol, le japonais, le chinois, l'anglais et plusieurs dialectes des nomades de l'Amdo,,,.

### Taktser Rinpoché
À l'âge de trois ans, il est reconnu par le 13e dalaï-lama comme la réincarnation de Taktser Rinpoché – l'un des réincarnés les plus importants du Tibet oriental –, succédant ainsi à Lobsang Tsultrim Jigme Gyatso, l'oncle maternel de son père.
À l'âge de huit ans, en février 1931, il est amené au monastère de Shadzong Ritro puis rejoint en mai le monastère de Kumbum où un de ses oncles est trésorier. Il y est ordonné moine la même année.
En 1933, Tsultrim Lhagsam devint son précepteur. En 1935, il retourne à Shadzong Ritro. En 1936, Ohön Jongdzin devient son professeur de logique, il passe son 1er examen et est admis au Tsogtschen. Il est rejoint le 25 février 1937 par son frère Lobsang Samten, qui devient lui aussi moine à Kumbum.
Durant l'hiver 1938-1939, son jeune frère, le futur dalaï-lama est amené à Kumbum par ses parents.
En 1940, il passe un nouvel examen, puis quitte Kumbum en 1941 pour rejoindre les membres de sa famille à Lhassa, où il poursuit ses études au monastère de Drepung. En 1945, Lobsang Samten le rejoint à Drépung. En 1946, il y passe un nouvel examen.
À l'automne 1947, il se rend en Inde puis en Chine et revient en 1948 à Kumbum, où, à l'âge de 27 ans, il devient l'abbé du monastère le 7 mai 1949. À l'automne de cette année, des communistes chinois arrivent dans l'Amdo.
Selon Lawrence H. Gerstein, Elizabeth Cody Kimmel (en) et Mikel Dunham, le secteur du monastère de Kumbum est cependant l'un des premiers à être envahis par l'armée de la République populaire de Chine (RPC) en 1949-1950. La RPC maintient Norbu en résidence surveillée au monastère, allant jusqu'à placer un surveillant qui dort aussi dans sa chambre et le suit 24 heures sur 24. La RPC exige qu'il voyage à Lhassa, qu'il dénonce le gouvernement tibétain, ainsi que son jeune frère le dalaï-lama, alors âgé d'environ 15 ans. Norbu fait semblant d'être en accord avec les demandes de la RPC de façon à pouvoir se rendre à Lhassa et avertir son frère du sérieux de l'invasion chinoise,,.
Le 26 avril 1950, il démissionne de sa fonction d'abbé de Kumbum et part en juin pour Lhassa où il arrive en octobre. En novembre, il se rend à Chumbi avec sa mère, ses frères et sa sœur, où ils sont rejoints en décembre par le dalaï-lama.

### Exil en 1951
Ayant trahi le plan chinois, Taktser Rinpoché n’a pas d’autre choix que de fuir définitivement le Tibet. En 1950, Norbu décida de partir du Tibet et de tenter d'informer le monde au sujet de la résistance tibétaine.
En 1951, il accompagne sa mère (Diki Tsering) et ses jeunes enfants, lesquels quittent Yatung pour l'Inde en passant par la route caravanière menant à Gangtok (Sikkim), après avoir passé le col himalayen de Nathu La, peu avant qu'une délégation chinoise n'emprunte le chemin inverse en juillet pour rencontrer le dalaï-lama. De là, ils se rendent à Kalimpong, important centre de commerce entre l'Inde et le Tibet, où sont installés nombre de Tibétains.
Norbu est invité par le Comité pour une Asie libre, en fait une émanation de la CIA, à séjourner un an aux États-Unis. Il annonce son départ à sa mère et à Tsering Dolma, lesquelles s'en inquiètent, et se rend à Calcutta, d'où il adresse une longue lettre au dalaï-lama. Il y rencontre les délégués tibétains de l'accord en 17 points revenus de Pékin, tous logés, à l’exception de son beau-frère Phuntsok Tashi Takla, à l'ambassade de Chine, sous la surveillance de Chang Ching-wu. Celui-ci, qui doit rejoindre le dalaï-lama à Yatoung au Tibet, insiste pour qu'il se joigne à leur voyage. Prétendant y songer, Norbu informe discrètement son beau-frère de son départ la nuit suivante en avion pour New-York.

### Premier séjour aux États-Unis (1951-1952)
Le matin du 8 juillet 1951, Thupten Jigme Norbu arrive à New York, où il est accueilli par nombre de journalistes et par Robert B. Ekvall, fils de missionnaires chrétiens ayant séjourné des années en Amdo, et parlant le dialecte de la région.
À l'été 1951, il se rend à Fairfax pour rétablir sa santé.

### Séjour au Japon (1952 - 1955)
En octobre 1952, il se rend à la session mondiale du bouddhisme au Japon, où il va devoir rester trois ans, car son document de voyage indien est arrivé à expiration lors de son séjour, il lui est impossible de retourner aux États-Unis, et même de se rendre en Inde. Durant son séjour, il apprend le japonais.
Hisao Kimura, qui avait initialement accompagné la caravane de Takster Rinpoché à Lhassa, l'a aidé durant cette période et les deux sont devenus des amis proches.
Plus tard, en 1967, Takster Rinpoché accompagne le dalaï-lama lors de sa première visite au Japon et lui présente Kimura.

### Obtention de l'asile politique aux États-Unis en 1955

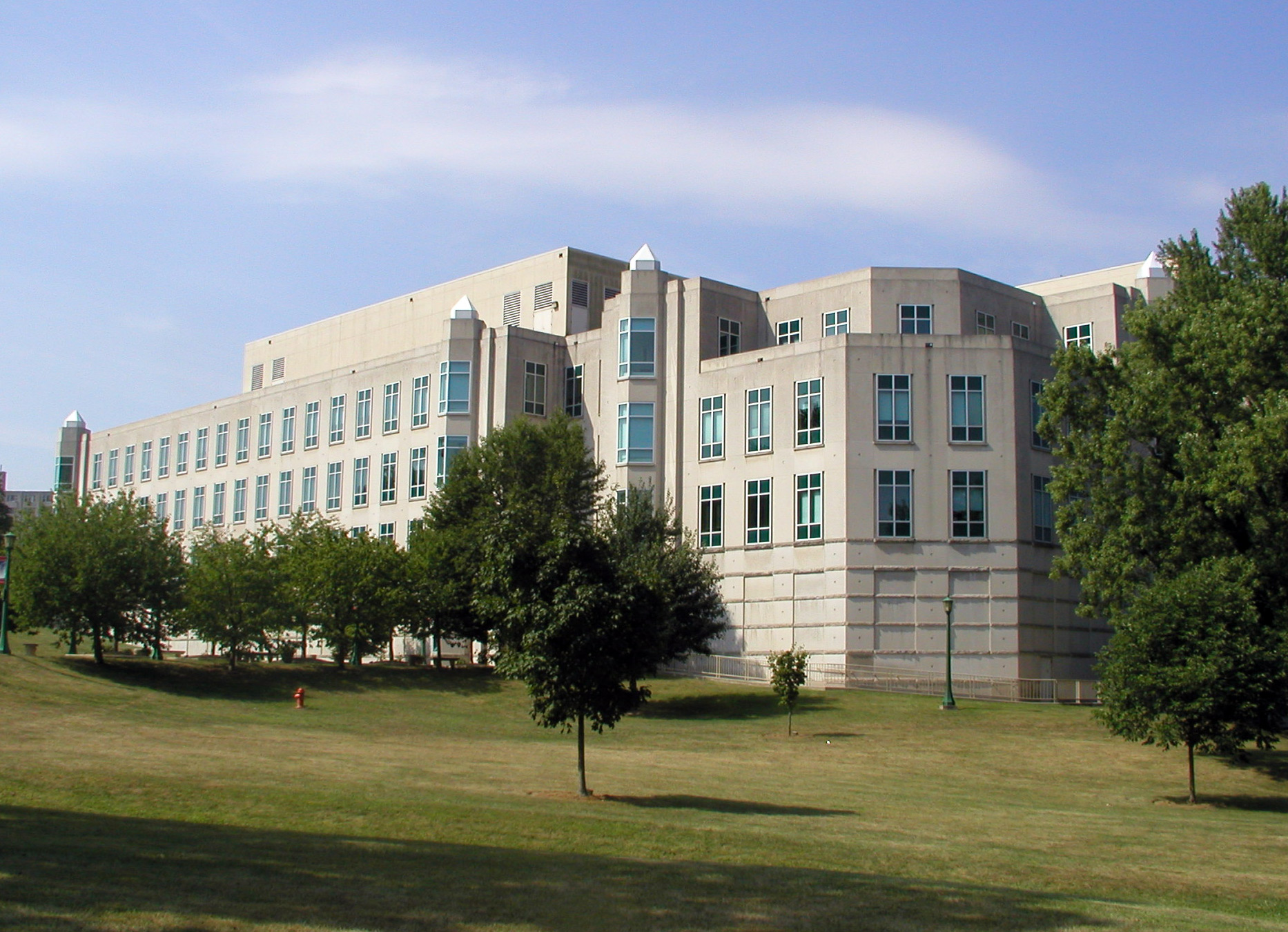
Rinpoché a travaillé comme professeur d'études tibétaines à l'université de l'Indiana.

À l'été 1955, il se rend en Inde en passant par Hong Kong. À l'automne, il peut retourner aux États-Unis sous le Refugee Relief Act (en), grâce à l'aide du Church World Service (en) (CWS).
Selon Douglas Martin, il est peut-être le premier Tibétain fuyant le communisme à être venu aux États-Unis pour rechercher la citoyenneté américaine. Il obtint l’asile politique aux États-Unis cette année-là ou en 1957, du président Eisenhower. Trois ans plus tard, il se marie à la sœur de Sakya Dagchen Rinpoché, un haut lama, et réside brièvement à Seattle avant d'accepter un poste de conservateur au muséum américain d'histoire naturelle à New York. Il devint citoyen américain à cette époque.
Lors de l'hiver 1955-1956, il suit des cours de langues à l'université Columbia.

### Collaboration avec la CIA
À l'automne 1956, passant par l'Europe, il va retrouver sa mère et ses frères et sœurs en Inde où ils sont rejoints par le dalaï-lama. Il s'entretient avec le premier ministre chinois Zhou Enlai, qui lui demande de rentrer au Tibet. Selon John Gittings, faisant valoir les « appuis extérieurs » dont il dispose, il essaie de convaincre le dalaï-lama de rester en Inde mais le jeune homme préfère écouter Chou Enlaï et rentrer à Lhassa.
Sans que le dalaï-lama n'en soit informé,  il collabore avec son frère, Gyalo Thondup, dans un projet de la CIA d'organiser un réseau clandestin d'agents au Tibet. Cependant, selon John Kenneth Knaus, un ancien agent de la CIA, il ne lui a pas été expliqué que le Comité pour une Asie Libre était la CIA.
En 1957, il travaille comme traducteur pour la CIA à Saipan, aux Îles Mariannes, puis à l'instruction des premiers résistants tibétains devant être parachutés au Tibet pour mener une guérilla contre l'armée populaire de libération,. Son nom figure dans des rapports sur des camps d'entraînement secrets au Colorado, dans les montagnes rocheuses, et sur l'île de Saipan dans le Pacifique.
À l'automne 1957, passant par le Japon, il retourne aux États-Unis, où il est rejoint par Lobsang Samten le 16 novembre. En décembre, il fait un pèlerinage en Inde, à Ceylan et en Birmanie. Il rentre à New York en mai 1958.
Lors de la révolte au Tibet oriental en 1958, les Chinois l'accusèrent d'être un des 9 Tibétains qui, en Inde sous l'influence d'impérialistes, en étaient responsables. Ils exigèrent que la nationalité tibétaine leur soit retirée.
À l'automne 1958, il est invité à la session du bouddhisme universel.
En 1959, passant par Tokyo, il rejoint l'Inde, où il retrouve sa mère, le dalaï-lama, ses frères et sœurs. En août, il représente le dalaï-lama au 7e festival mondial de la jeunesse à Vienne en Autriche, où il participe à la réunion de « Commémoration de la journée mondiale des réfugiés » au côté d'Anna Kéthly, ancienne ministre de Hongrie, et de l'Algérien Malek Dakhlaoui.
Les menées clandestines de la CIA au Tibet prennent fin au début des années 1970 avec le dégel des relations sino-américaines amorcé par le président Richard Nixon. Norbu devient alors le représentant du dalaï-lama aux États-Unis et commence à enseigner à l'université de l'Indiana à Bloomington.

### Professeur à l'université de l'Indiana à Bloomington
Son ancien étudiant, Elliot Sperling remarque que « l'arrivée du professeur Norbu sur le campus a contribué à catapulter l'université de l'Indiana à Bloomington dans les premiers rangs des programmes universitaires dans les études tibétaines ». Thupten Jigme Norbu y a enseigné pendant 22 ans. 

### Séjour au Qinghai (1979)
Peu après la visite en 1979 de la première délégation de la mission d'enquête au Tibet, Thupten Jigme Norbu, son épouse et leurs trois enfants se rendirent à Kumbum, où ils rencontrèrent Arjia Rinpoché qui lui donna les cendres de leur professeur Tsultrim Lhaksem.
Il constata qu'il restait peu de choses de la ville monastique active qu'il avait connue et qui comptait plus de 3 000 moines. Dans son village natal, il constata que les Tibétains y étaient devenus minoritaires, plus de 20 de ses parents et amis étaient morts. Certaines personnes qu'il rencontra lui dirent que leurs familles et amis avaient été  tués, emprisonnés, mutilés ou devenus infirmes, et qu'en 1959 et 1960, les hommes avaient été rassemblés et envoyés par camion dans des camps de travail. Il ne restait que des femmes, des enfants et des vieillards.

### Marches pour l'indépendance (1995, 1996 et 1997)
En 1995, avec Larry Gerstein, Norbu cofonde le Mouvement international pour l'indépendance du Tibet (ITIM). Se démarquant de l'appel du dalaï-lama en faveur d'un Tibet autonome au sein de la République populaire de Chine, il mène trois marches pour l'indépendance : en 1995, une marche d'une semaine de 80 miles, de Bloomington à Indianapolis ; en 1996, une marche de 300 miles et de 45 jours, de l'ambassade de la RPC à Washington, D.C. au siège des Nations unies dans la ville de New York ; l'année suivante, une marche de 600 miles, à laquelle participe la chanteuse et dissidente tibétaine Dadon, de Toronto à la ville de New York, du 10 mars (jour du soulèvement tibétain) au 14 juin (jour du drapeau).

### Visite de Taïwan en 1998
En février 1998, Thupten Jigme Norbu a visité Taïwan à l'invitation de la Fédération mondiale des associations taïwanaises (World Federation of Taiwanese Associations (en)), avec Erkin Alptekin, Anwar Yusuf Turani, président du Centre national de la liberté du Turkestan oriental ; Tashi Jamyangling, ancien secrétaire du ministère de l'Intérieur du gouvernement tibétain en exil, et Johnar Bache, vice-président du Parti du peuple mongol du Sud. Ils ont rencontré les militants pour l'indépendance de Taïwan et des membres du Parti démocrate progressiste pro-indépendance, le président du Yuan législatif de Taïwan Liu Sung-pan (en), l'ancien président de Taïwan Chen Shui-bian, et le maire de Kaohsiung Frank Hsieh (en),.

### Liens avec les milieux de l'Exil
Dans l'ensemble, l'image de Thupten Jigme Norbu est moins celle d'un chef que d'un individualiste politique. Il lui arriva d'exprimer des réserves à propos du mouvement de soutien au Tibet. Il se tint à l'écart des dirigeants tibétains de l'exil à Dharamsala, allant jusqu'à déclarer, dans les années 1990, que la classe dirigeante exilée était dominée par quelques familles, dont la sienne. Sur la fin de sa vie, il fit montre d'une certaine disillusion à l'égard du rôle des États-Unis dans la question tibétaine, comme il le déclara à Mayank Chhaya (en).

### Fondation du Centre culturel tibétain de Bloomington
En 1979, il fonda le Centre culturel tibétain (TCC) de Bloomington, voué à la préservation de la religion et de la culture tibétaine. Rebaptisé Centre culturel bouddhiste tibéto-mongol (ou TMBCC) en 2006, ce centre dispose d'un bâtiment culturel où sont exposées des œuvres d'art tibétaines dont un Bouddha de médecine, un Mandala de sable et des sculptures de beurre tibétaines (Torma). Le bâtiment culturel possède aussi une bibliothèque d'ouvrages liés aux Tibétains et une boutique de souvenirs où les visiteurs peuvent acheter des articles faits par les réfugiés tibétains en exil.
Son frère, le dalaï-lama lui a rendu visite au TMBCC à cinq occasions. En 1987, il a consacré le Changchub Chorten ; en 1996 le dalaï-lama a consacré la première pierre du temple de Kumbum Chamtse Ling ; en 1999, il a séjourné au Centre 12 jours alors qu'il a conféré l'initiation de Kalachakra pour l'harmonie et la paix dans le monde pour le Kalachakra stupa ; en 2003, le dalaï-lama a dédié le temple de Kumbum Chamtse Ling au cours d'une cérémonie inter-religieuse ; en 2007, il a dédié un nouvel arc au temple et a donné une série d'enseignements pendant six jours.

### Vie aux États-Unis

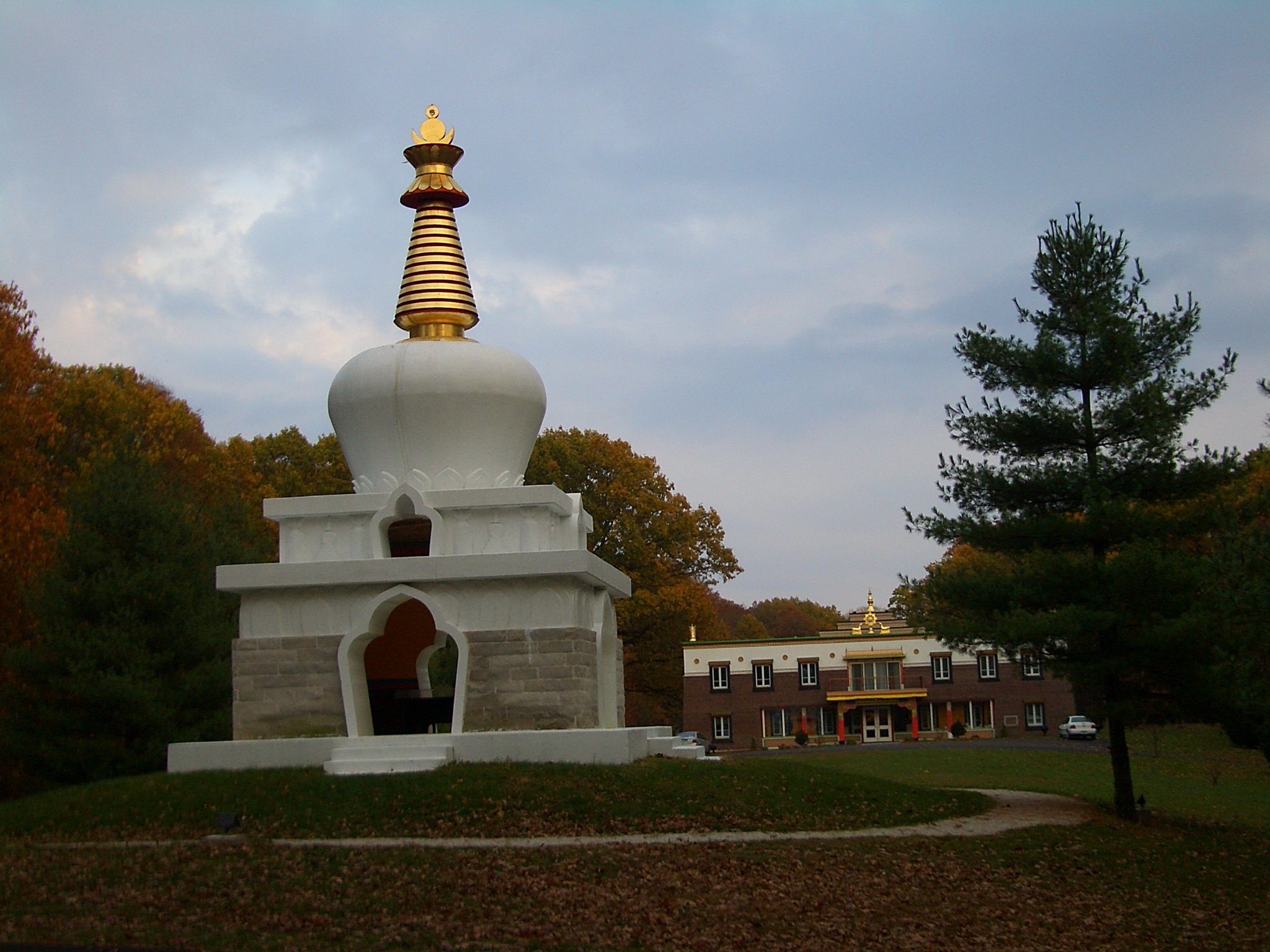
Sur le sol du Centre culturel bouddhiste tibéto-mongol à Bloomington dans l'Indiana

Norbu a habité au Centre culturel bouddhiste tibéto-mongol avec sa femme Kunyang. Il a eu 3 fils, dont Jigme Norbu, né à New York en 1965 et mort en 2011. Fin 2002, Norbu a souffert d'une série d'accidents vasculaires cérébraux et est devenu invalide. En 2005, le dalaï-lama nomma  Arjia Rinpoché, lui aussi ancien abbé du monastère de Kumbum, pour reprendre le poste d'administrateur du Centre culturel bouddhiste tibéto-mongol. Norbu a continué jusqu'à sa mort à animer la vie quotidienne du TMBCC où il a été acclamé comme fondateur du centre et premier partisan dans le monde pour la reconnaissance et la préservation de la culture du Tibet.
Norbu est mort le 5 septembre 2008 à l'âge de 85 ans dans sa maison de l'Indiana. Il a été incinéré suivant un rituel du bouddhisme tibétain le 11 septembre, aux États-Unis.

### Réincarnation
En 2010, le dalaï-lama déclare qu'il y aura une réincarnation de Taktser Rinpoché, la recherche pouvait débuter l'année suivante, ajoutant en plaisantant qu'il s'agissait d'un processus « mystérieux » impliquant une méditation.
Choktrul Tenzin Yonten Gyatso Rinpoché est reconnu comme la réincarnation de Taktser Rinpoché. Le 18 novembre 2022, une cérémonie d'entrée dans le dharma est organisée à Mundgod en présence du parlementaire Guéshé Lharampa Atuk Tseten.
Le 23 novembre 2022, le dalaï-lama le reçoit en audience.

## Prix
Le maire de Bloomington en Indiana, Mark Kruzan (en), a honoré Thupten Jigme Norbu d'un prix pour l'ensemble de ses réalisations le 17 septembre 2004, pour son dévouement pour préserver et partager la culture tibétaine, son effort inlassable pour recueillir un soutien mondial pour restaurer l'indépendance du Tibet et son engagement à long terme à enrichir les habitants du centre de l'Indiana.

## Publications
- Tibet, patrie perdue, raconté en tibétain à Heinrich Harrer, traduit de l'allemand par Louise Servicen, Albin Michel, 1963 – (en) Tibet Is My Country, as told to Heinrich Harrer ; translated from the German by Edward Fitzgerald, Hart-Davis, London, 1960,  (ISBN 0-86171-045-2 et 1-4254-8858-7)

- Avec Colin Turnbull Le Tibet, traduit de l'américain par Francis Ledoux, Stock, 1969 – (en) Tibet, its History, Religion and People, Colin Macmillan, 1969,  (ISBN 0-671-20559-5)

- (en) Agvan Dorjiev, Thubten Jigme Norbu, Dan Martin, Dorjiev: Memoirs of a Tibetan Diplomat, 1991, Hokke Bumka Kenkyu

- (en) Tibet: The Issue Is Independence - Tibetans-in-Exile Address the Key Tibetan Issue the World Avoids : recueil d'essais de 1994 de Tibétains de la diaspora (principalement des américains d'origine tibétaine), comprenant une introduction de Thupten Jigme Norbu  (ISBN 0-938077-75-9)

- (en) Thupten Jigme Norbu et Robert B. Ekvall, première traduction anglaise (en 1969) d'une pièce tibétaine rédigée par le 5e panchen-lama Lobsang Yeshe, Younger Brother Don Yod.